# Processo alla 'Ndrangheta
Processo alla 'Ndrangheta è un saggio riguardante la 'ndrangheta calabrese scritto da Enzo Ciconte pubblicato per Laterza Editore nel 1996.

## Contenuto
Il libro descrive e racconta la 'Ndrangheta partendo dalla sua struttura e passando per la sua storia nella quale scorrono indissolubili intrecci politici, relazioni con Cosa Nostra, la Camorra e la Sacra Corona Unita, la nuova dimensionale internazionale dell'organizzazione.

## Capitoli
1. Un nuovo approccio
2. La struttura organizzativa
3. I rapporti tra 'Ndrangheta e politica fino al 1970
4. Le grandi svolte tra gli anni sessanta e settanta
5. La seconda metà degli anni settanta
6. Gli anni ottanta
7. Una nuova struttura di comando
8. L'espansione al di fuori della Calabria
9. Rapporti tra le mafie
10. Il sistema integrato delle mafie contemporanee

## Edizioni
- Enzo Ciconte, Processo alla 'Ndrangheta, Laterza Editore, 1996,  pp. 228, ISBN 88-420-4956-5.